# Championnats d'Asie de boxe amateur 2013
Navigation
Édition précédente Édition suivante
La 27e édition des championnats d'Asie de boxe amateur s'est déroulée à Amman, Jordanie, du 1er au 8 juillet 2013.

## Résultats

### Podiums
| Catégories                  | Or                   | Argent                  | Bronze                              |
| Poids mi-mouches (-49 kg)   | Temirtas Zhusupov    | Laishram Devender Singh | Tosho Kashiwazaki Lu Bin            |
| Poids mouches (-52 kg)      | Azat Usenaliyev      | Shahobiddin Zoirov      | Murtadha Al-Sudani Tanes Ongjunta   |
| Poids coqs (-56 kg)         | Shiva Thapa          | Obada Al-Kasbeh         | Kenji Fujita Omurbek Malabekov      |
| Poids légers (-60 kg)       | Berik Abdrakhmanov   | Sailom Ardee            | Javkhlan Bariaddii Anvar Yunusov    |
| Poids super-légers (-64 kg) | Merey Akshalov       | Uranchimeg Munkh-Erdene | Manoj Kumar Ermek Sakenov           |
| Poids welters (-69 kg)      | Daniyar Yeleussinov  | Mandeep Jangra          | Otgonjargal Jargal Mohamed al-Assi  |
| Poids moyens (-75 kg)       | Zhanibek Alimkhanuly | Navruz Dzhafoyev        | Wahid Abderredha Sajad Mehrabi      |
| Poids mi-lourds (-81 kg)    | Oybek Mamazulunov    | Adilet Niyazimbetov     | Anavat Thongkrathok Ehsan Rozbahani |
| Poids lourds (-91 kg)       | Anton Pinchuk        | Ihab Almatbouli         | Mirzobek Khasanov Sergey Parenko    |
| Poids super-lourds (+91 kg) | Ivan Dychko          | Izatullo Ergashev       | Jassem Delavary Mohamad Mulayes     |

### Tableau des médailles
| Place | Pays              | Médaille d'or, Asie | Médaille d'argent, Asie | Médaille de bronze, Asie | Total |
| ----- | ----------------- | ------------------- | ----------------------- | ------------------------ | ----- |
| 1     | Kazakhstan        | 7                   | 1                       | 0                        | 8     |
| 2     | Ouzbékistan       | 1                   | 2                       | 1                        | 4     |
| 2     | Inde              | 1                   | 2                       | 1                        | 4     |
| 4     | Kirghizistan      | 1                   | 0                       | 3                        | 4     |
| 5     | Jordanie          | 0                   | 2                       | 1                        | 3     |
| 6     | Mongolie          | 0                   | 1                       | 2                        | 3     |
| 6     | Thaïlande         | 0                   | 1                       | 2                        | 3     |
| 8     | Tadjikistan       | 0                   | 1                       | 1                        | 2     |
| 9     | Iran              | 0                   | 0                       | 3                        | 3     |
| 10    | Japon             | 0                   | 0                       | 2                        | 2     |
| 10    | Irak              | 0                   | 0                       | 2                        | 2     |
| 12    | Chine             | 0                   | 0                       | 1                        | 1     |
| 12    | Syrie             | 0                   | 0                       | 1                        | 1     |
| Total | 13 pays médaillés | 10                  | 10                      | 20                       | 40    |